# روفوس مايلز
```
كان 
روفوس إدوارد مايلز
  (14 حزيران 1910 - 9 ايلول 1996) مسؤولًا ومؤلفًا في الحكومة 
الأمريكية
. شغل مناصب إدارية في وكالة الأمن الفيدرالية ووزارة الصحة والتعليم والرعاية الاجتماعية  لمدة خمسة عشر عامًا.
[
1
]
 كما شغل منصب مساعد 
وزير الخارجية
 لثلاثة رؤساء للولايات المتحدة: دوايت آيزنهاور، جون إف كينيدي، 
وليندون جونسون
. و بعد تقاعده عام 1965، كتب العديد من الكتب، منها: وزارة الصحة والتعليم والرعاية الاجتماعية (1974)، و تاريخ من التعليم والرعاية الصحية، والاستيقاظ من الحلم الأمريكي، والآثار الاجتماعية والسياسية للنمو (1976) التي جادلت بأن  النمو الاقتصادي السريع لم يكن مستدام على المدى الطويل. كان هذا الكتاب الأخير في المركز الثاني لجائزة الكتاب الوطني لعام 1977.
[
1
]
[
2
]
```

## قانون ماليز
مايلز هو المنشئ الذي يحمل الاسم نفسه لقانون مايلز للأقوال المأثورة والذي ينص على أن «موقفك يعتمد على المكان الذي تجلس فيه». نشأت هذه العبارة في تصريحات أدلى بها مايلز في أواخر عام 1948 وأوائل عام 1949 أثناء عمله كرئيس لفرع العمل والشؤون الاجتماعية في مكتب الميزانية.